# Chabria
Chabria là một chi bọ cánh cứng trong họ Chrysomelidae.
Chi này được Jacoby miêu tả khoa học năm 1887.

## Các loài
Các loài trong chi này gồm:
- Chabria albicornis Medvedev, 2004
- Chabria aptera Medvedev, 1993
- Chabria bicoloripes Medvedev, 1996
- Chabria bistrimaculata Medvedev, 2005
- Chabria furthi Medvedev, 1996
- Chabria hieroglyphica Medvedev, 2001
- Chabria laysi Medvedev, 2002
- Chabria marginata Medvedev, 1993
- Chabria mimica Medvedev, 2002
- Chabria mindanaica Medvedev, 2001
- Chabria nigricornis Medvedev, 1996
- Chabria nigripennis Medvedev, 1993
- Chabria nigripes Medvedev, 1993
- Chabria obscura Medvedev, 2002
- Chabria pallida Medvedev, 1993
- Chabria panaica Medvedev, 1993
- Chabria pusilla Medvedev, 1996
- Chabria quinquemaculata Medvedev, 2002
- Chabria samarensis Medvedev, 1996
- Chabria satoi Medvedev, 1997
- Chabria schultzei Medvedev, 2005